# Raúl Landini
Raúl Athos Landini, född 14 juli 1909 i Buenos Aires, död 29 september 1988, var en argentinsk boxare.
Landini blev olympisk silvermedaljör i weltervikt i boxning vid sommarspelen 1928 i Amsterdam.